# Mollepata
Mollepata es una localidad peruana capital del distrito de Mollepata ubicado en la provincia de Santiago de Chuco del Departamento de La Libertad.
Está situado a una altitud de 2680 m s. n. m. Fue creado oficialmente en la época de la independencia, aunque su existencia como pueblo data de años anteriores.

## Gastronomía
Sus platos típicos son los tamales, revuelto de papas con cuy, resbalado de trigo con pellejón, patasca con menudencia seca, shambar con jamón o carashpo, cashallurto, shinde de habas, río sucio, revuelto de chochos, guiso de chumos, papas huachaponas con cachiyacu, caldillo de cecina con huevos, crema de cayhuas, pushpos de ñuña guisados; todas estas comidas, se acompañan con cancha, nuñas, choclos, papas, ocas, porotos y/o mashuas. Sus postres son el Chiclayo mazamorreado de ocas o maíz calentado, dulce de ocas, morrote, dulce de trigo pelado con chancaca y el sango. Sus bebidas son la chicha de jora, aloja, gro o calentito, mezclada.

## Cultura y costumbres
Mollepata tiene una profunda fe cristiana, realiza su festividad principal en el mes de septiembre, en honor al patrón del pueblo San Jerónimo, cuyos milagros han hecho crecer la fe sus creyentes. Cuenta con alumbrado público, servicios de agua y alcantarillado; vías carrosables por Santiago de Chuco y Pallasca, tiene una posta médica y una institución educativa con los niveles de inicial, primaria y secundaria.
Los servicios de transporte desde Chimbote son dos veces por semana y desde Trujillo de modo igual, de Angasmarca y Santiago de Chuco, hay movilidad todos los días. El estado de la carretera es deficiente, sin embargo, el viaje se produce sin mayores contratiempos.
Las siembras se realizan alrededor de noviembre a diciembre y las cosechas se efectúan entre mayo y junio, se siembra una vez por año, sin embargo, las cosechas se almacenan y están disponibles para todo el año.
Mollepata ha producido distinguidos personajes, profesionales de éxito, también ha dado literatos, quienes pese a su calidad artística su obra no es lo suficientemente difundida.
Molle (Schinus molle): Familia: Anacardiaceae. Árboles y arbustos leñosos, siempre verdes, con canales resiníferos en la corteza. Hojas alternas, simples o compuestas, a veces bastante polimorfas en una misma especie. Fruto en drupa de color rojizo y pequeño tamaño. Comprende unas 30 especies nativas de Sudamérica, es una planta con actividad antifúngica y antimicrobiana principalmente en las hojas, tiene importancia etnobotánica, pues se la ha utilizado en el control de plagas agrícolas en varias localidades del Perú.
- Pata: Terraza (traducción de mayor aceptación)
- Pata en quechua significa: Andén, peldaño, poyo. Borde, margen. Adverbio: Arriba, encima.
- Patxa en aimara significa: Arriba, encima, en lo alto. Encima de o sobre.